# Ogilbyina
Ogilbyina är ett släkte av fiskar. Ogilbyina ingår i familjen Pseudochromidae.
Kladogram enligt Catalogue of Life:
| Ogilbyina | \| \| Ogilbyina novaehollandiae \| \| \| \| \| \| Ogilbyina queenslandiae \| \| \| \| \| \| Ogilbyina salvati \| \| \| \| |
|           | \| \| Ogilbyina novaehollandiae \| \| \| \| \| \| Ogilbyina queenslandiae \| \| \| \| \| \| Ogilbyina salvati \| \| \| \| |
|           | Amsichthys |
|           | |
|           | Anisochromis |
|           | |
|           | Assiculoides |
|           | |
|           | Assiculus |
|           | |
|           | Blennodesmus |
|           | |
|           | Chlidichthys |
|           | |
|           | Congrogadus |
|           | |
|           | Cypho |
|           | |
|           | Halidesmus |
|           | |
|           | Halimuraena |
|           | |
|           | Halimuraenoides |
|           | |
|           | Haliophis |
|           | |
|           | Labracinus |
|           | |
|           | Lubbockichthys |
|           | |
|           | Manonichthys |
|           | |
|           | Natalichthys |
|           | |
|           | Oxycercichthys |
|           | |
|           | Pectinochromis |
|           | |
|           | Pholidochromis |
|           | |
|           | Pictichromis |
|           | |
|           | Pseudochromis |
|           | |
|           | Pseudoplesiops |
|           | |
|           | Rusichthys |
|           | |
|           | Ogilbyina novaehollandiae                                                                                                 |
|           | |
|           | Ogilbyina queenslandiae                                                                                                   |
|           | |
|           | Ogilbyina salvati |
|           | |

|  | Ogilbyina novaehollandiae |
|  |                           |
|  | Ogilbyina queenslandiae   |
|  |                           |
|  | Ogilbyina salvati         |
|  |                           |